# Dustin Brown
Dustin Brown (født 8. december 1984 i Celle, Vesttyskland) er en professionel tennisspiller fra Tyskland, som indtil 2010 repræsenterede Jamaica.